# پولیپ
پُلیپ (به انگلیسی: Polyp)، به صورت رشد غیرطبیعی توده‌های خوش خیم در جدار اعضای بدن تعریف می‌شود مانند پولیپ روده، معده، بینی و پولیپ رحم. پولیپ، سرطان نیست ولی سرطان می‌تواند منشا آن باشد. منشا اولیه پولیپ غشای مخاطی است که با یک ساقه به بافت اصلی متصل است.
پولیپ روده بزرگ معمولاً بعد از سن ۵۰ سالگی شایع است. به‌نظر می‌رسد که در صورت وجود پولیپ‌های متعدد شانس ابتلا به سرطان روده بزرگ افزایش می‌یابد.
پولیپ بینی اغلب به دنبال حساسیت‌های مزمن و در دوران نوجوانی یا جوانی ایجاد می‌شود و در صورت ایجاد مشکلات تنفسی باید جراحی شود.

## پولیپ دستگاه گوارشی
میزان بروز بر اساس موقعیت جغرافیایی:

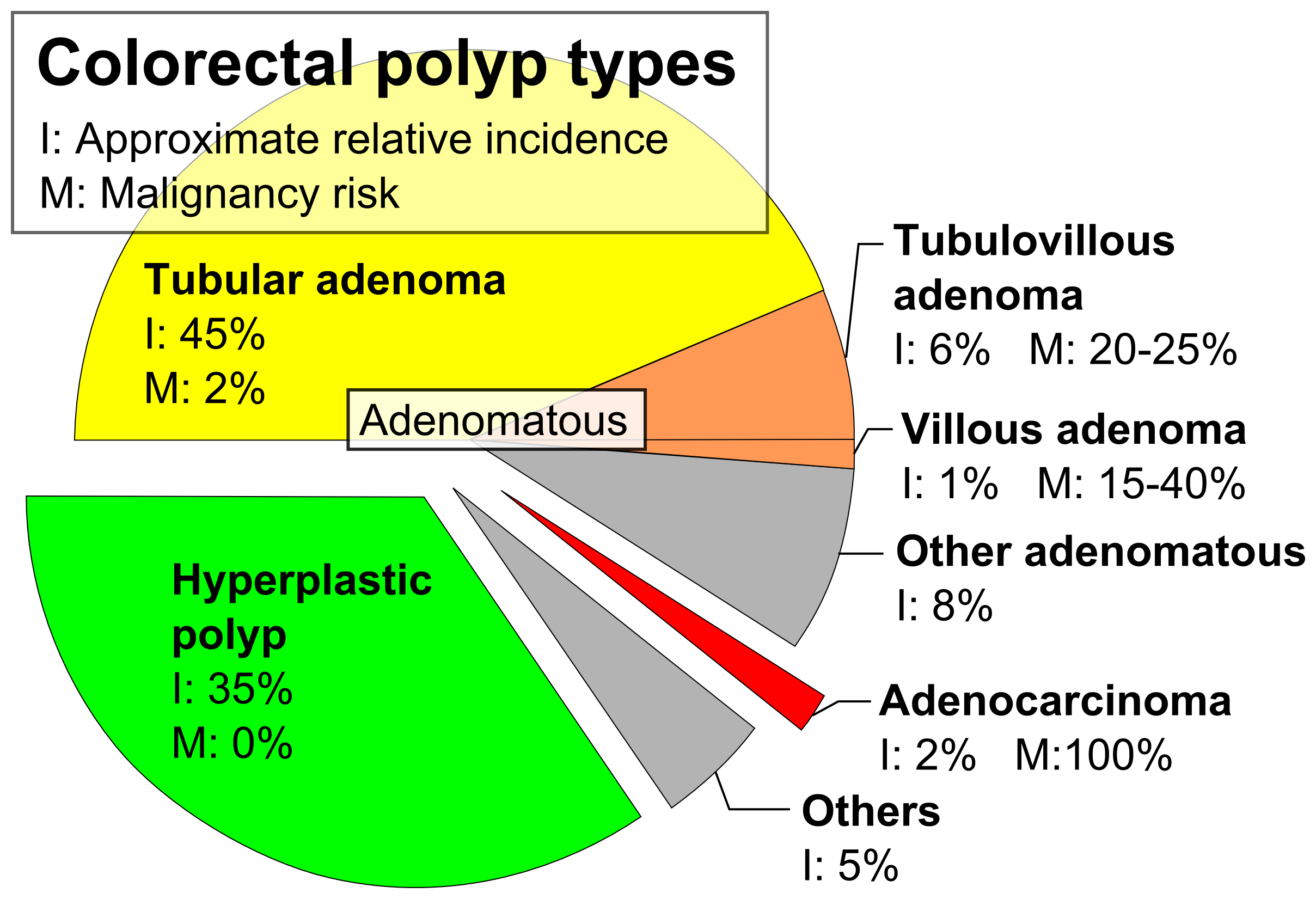
میزان بروز و بدخیمی انواع پولیپ‌های کولورکتال.
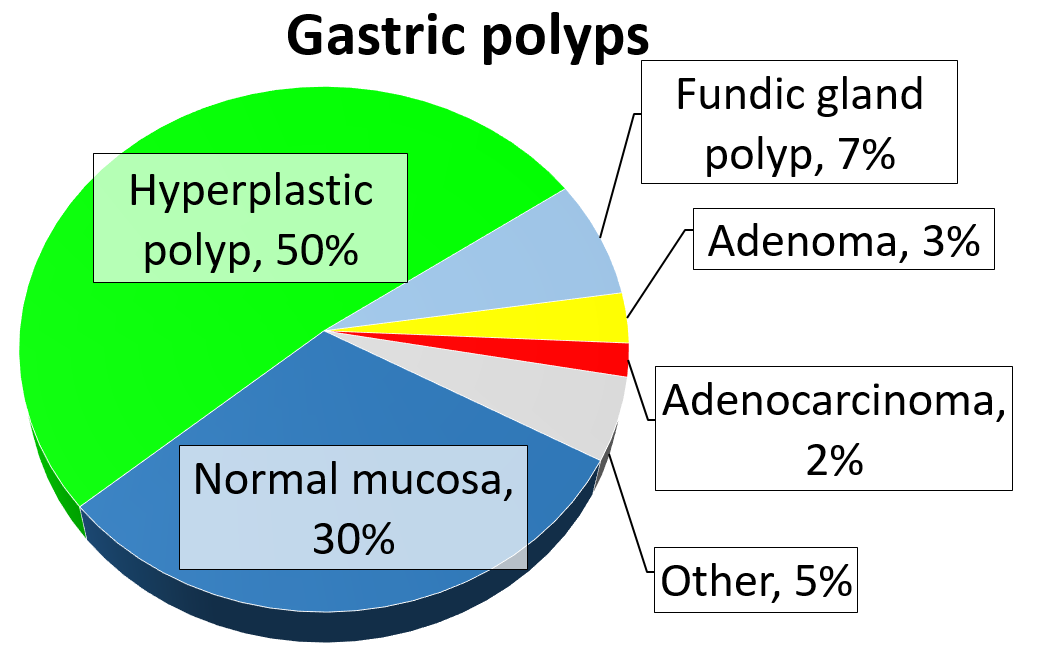
میزان بروز پولیپ‌های معده

### پولیپ کولورکتال
پولیپ های روده بزرگ معمولاً بدون نشانه هستند، اما گاهی اوقات ممکن است باعث خونریزی مقعدی و در موارد نادر درد، اسهال یا یبوست شوند. پولیپ ها به دلیل داشتن پتانسیل میکروسکوپیک سرطان کولون و ریسک بدخیم شدن پولیپ های خوشخیم با گذر زمان است. از آنجا که بیشتر پولیپ ها بدون علامت هستند، معمولاً در زمان غربالگری سرطان روده بزرگ کشف می شوند. روشهای معمول غربالگری عبارتند از آزمایش خون پنهان مدفوع، کولونوسکوپی، سیگموئیدوسکوپی، گرافی دستگاه گوارش تحتانی(انمای باریم)، معاینه انگشتی رکتوم (DRE) ، کولونوسکوپی مجازی یا Cologuard است.

### نشانگان ارثی پولیپوزیز
- Familial adenomatous polyposis
- Peutz–Jeghers syndrome
- Turcot syndrome
- Juvenile polyposis syndrome
- Cowden disease
- Bannayan–Riley–Ruvalcaba syndrome (Bannayan–Zonana syndrome)
- Gardner's syndrome
- Serrated polyposis syndrome

### نشانگان غیر ارثی پولیپوزیز
- Cronkhite–Canada syndrome

### Types of colon polyps
- بدخیم
- هامارتوماتوس
- هایپرپلاستیک
- التهابی

## پولیپ رحم
پولیپ آندومتر یا پولیپ رحم یک پولیپ یا ضایعه در پوشش رحم (آندومتر) است که فضای داخل حفره رحم را اشغال می‌کند. معمولاً تا ۱۰٪ زنان آن‌ها را تجربه می‌کنند و اندازه‌ای از چند میلی متر تا چند سانتی‌متر دارند.
پولیپ‌ها ممکن است دارای یک قاعده تخت بزرگ (sessile) باشند یا توسط یک پدیکل (پایه) به رحم متصل شوند (Pedunculated). پولیپ‌های پدانکوله (پایه دار یا ساقه دار) شایع‌تر هستند. در پولیپ‌های پدانکوله، ممکنست پولیپ از طریق دهانه رحم به داخل واژن بیرون بیاید.
رگه‌های خونی کوچک ممکن است در پولیپ‌ها، به ویژه پولیپ‌های بزرگ وجود داشته باشد.

## پولیپ گردن رحم
پولیپ دهانه رحم یک پولیپ یا تومور خوش خیم شایع در سطح کانال دهانه رحم است. این پولیپ‌ها می‌توانند باعث خونریزی قاعدگی یا افزایش درد شوند اما اغلب هیچ علامتی ندارند.

## پولیپ بینی
پولیپ‌های بینی توده‌های پلیپوییدی هستند که به طور عمده از غشاهای مخاطی بینی و سینوس‌های پارانازال ناشی می‌شوند. این پولیپ‌ها ناشی از رشد بیش از حد مخاط هستند که غالباً با رینیت آلرژیک همراهی دارند و به طور آزاد قابل جابجایی هستند.

## پولیپ حنجره
پولیپ در چین‌های صوتی می‌تواند اشکال مختلفی به خود بگیرد و گاهی اوقات ممکن است در اثر استفاده زیاد ایجاد شده باشد، اگرچه این مسئله همیشه دلیل آن نیست. امکان دارد پولیپ در یک یا هر دو چین صوتی ظاهر و به صورت تورم، برجستگی (شبیه ندول)، رشد ساقه مانند یا ضایعه‌ای تاول مانند دیده شود.
پولیپ‌ها و ندول‌ها می‌توانند علائم مشابهی از جمله گرفتگی صدا یا تنگی نفس، صدای خشن یا خراشیده (harshness)، درد تیرکشنده از گوش به گوش، احساس داشتن یک توده در پشت گلو، درد گردن، کاهش دامنه صدا، و خستگی جسمی داشته باشند و اگر فردی بیش از ۲ تا ۳ هفته این علائم را تجربه کرد، باید به پزشک مراجعه کند. برای تشخیص، ارزیابی دقیق صدا شامل معاینه فیزیکی -ترجیحاً توسط متخصص گوش و حلق و بینی- ارزیابی صدا توسط آسیب شناس گفتار-زبان ((speech-language pathologist (SLP) و (در موارد خاص) معاینه عصبی باید انجام گیرد.
گاهی ممکن است بررسی دقیق‌تر با آندوسکوپ، از طریق دهان یا بینی انجام شود که به پزشک کمک می‌کند به وضوح چین‌های صوتی و حنجره را ببیند. علاوه بر این، می‌توان از استروبوسکوپ برای مشاهده حرکت چین‌های صوتی در هنگام گفتار استفاده کرد.
پولیپ‌ها ممکن است با مداخلات دارویی یا جراحی درمان شوند. مداخله جراحی شامل برداشتن پولیپ از چین صوتی است. این رویکرد تنها در مواردی مورد استفاده قرار می‌گیرد که رشد پولیپ بسیار زیاد بوده یا برای مدت زمان طولانی وجود داشته باشد. در کودکان، مداخله جراحی نادر است.
ممکن است اقدامات دیگری نیز برای کاهش فشار و تأثیر منفی بر تارهای صوتی انجام گیرد، از جمله درمان بیماری ریفلاکس دستگاه گوارش، آلرژی‌ها و مشکلات تیروئید. مداخله برای ترک سیگار و کاهش استرس نیز ممکن است لازم باشد. بیشتر افراد از طریق SLP مداخلات رفتاری دریافت می‌کنند، که ممکن است شامل کاهش یا توقف استفاده نادرست از تارهای صوتی باشد.